# Sao Chẩn

Bản đồ sao Chẩn

Sao Chẩn (tiếng Trung giản thể: 轸宿; phồn thể: 軫宿, bính âm: Zhěn Xiù; Hán-Việt: Chẩn tú) là một trong nhị thập bát tú của chòm sao Trung Quốc cổ đại. Nó là chòm sao thứ 7 thuộc Chu Tước ở phương nam.

## Quần sao
| Hán-Việt     | Trung  | Chòm sao    | Số lượng sao | Ý nghĩa | Các sao                                                        |
| ------------ | ------ | ----------- | ------------ | --- | -------------------------------------------------------------- |
| Chẩn         | 軫     | Ô Nha       | 4            | Đuôi chim Chu Tước. Còn gọi là Thiên Xa (天車).                                                              | γ Crv (Gienah), ε Crv (Minkar), δ Crv (Algorab), β Crv (Kraz). |
| Trường Sa    | 長沙   | Ô Nha       | 1            | Địa danh, xem Trường Sa.                                                                                     | ζ Crv.                                                         |
| Tả Hạt       | 左轄   | Ô Nha       | 1            | Đinh cắm lỗ mé trái trục xe. Hạt là vương/chư hầu do Hoàng Đế phong. Tả hạt nghĩa là vương/chư hầu cùng họ.  | η Crv.                                                         |
| Hữu Hạt      | 右轄   | Ô Nha       | 1            | Đinh cắm lỗ mé phải trục xe. Hạt là vương/chư hầu do Hoàng Đế phong. Hữu hạt nghĩa là vương/chư hầu khác họ. | α Crv (Alchiba).                                               |
| Thanh Khâu   | 青丘   | Trường Xà   | 7            | Gò đồi màu xanh.                                                                                             | β Hya, HIP 58518, 17 Crt, HIP 56332, ξ Hya, HIP 56452, ο Hya.  |
| Quân Môn     | 軍門   | Trường Xà   | 2            | Cổng đồn/trại lính.                                                                                          | Không rõ.                                                      |
| Thổ Tư Không | 土司空 | Trường Xà   | 4            | Quan phụ trách xây dựng.                                                                                     | Không rõ.                                                      |
| Khí Phủ      | 器府   | Bán Nhân Mã | 32           | Quan lại phụ trách/kho chứa đồ lễ nhạc.                                                                      | Không rõ.                                                      |

### Sao bổ sung
| Mảng sao   | +1        | +2        | +3        | +4    | +5    | Ghi chú |
| ---------- | --------- | --------- | --------- | ----- | ----- | ------- |
| Chẩn       | 21 Vir    | 14 Vir    | 31 Crt    | 3 Crv | 6 Crv |         |
| Thanh Khâu | HIP 57047 | HIP 56657 | HIP 56623 |       |       |         |